# Rafael de Nogales Méndez
Pedro Rafael Inchauspe Méndez, conocido como Rafael de Nogales Méndez (San Cristóbal, Táchira, 14 de octubre de 1877 - Ciudad de Panamá, 10 de julio de 1936) fue un militar, escritor y aventurero venezolano.

## Carrera
Nacido en San Cristóbal, Estado Táchira, el 14 de octubre de 1877, fue bautizado en la misma población en la Iglesia Parroquial San Sebastián el 19 de marzo de 1878, con raíces en el pueblo tachirense de Seboruco.
Rafael de Nogales fue el único hijo varón de Don Pedro Felipe Inchauspe, propietario de las minas de cobre de Seboruco, cultivos de café en El Abejal y uno de los grandes accionistas del Gran Ferrocarril del Táchira. La madre, Josefa Méndez Brito, era descendiente del conquistador español Diego de Méndez.
Sus tres hermanas menores se casaron con alemanes pudientes de San Cristóbal. Una de ellas, Ana María Nogales, pasaría a ser la condesa de Westerholt al contraer nupcias el 6 de septiembre de 1920 con el conde Max Von Westerholt und Gysenberg.
Su padre contrató a los mejores pedagogos venezolanos y colombianos para dictar cátedra privada a su hijo que, a su vez, estudió en la escuela alemana del Táchira, regenteada por Teodoro Messerschmidt, siguiendo la tradición de las familias pudientes andinas.
De Nogales se educó en Alemania, Bélgica y España, y hablaba con fluidez el alemán, francés e italiano en un inicio, luego aprendió ruso, japonés, chino y coreano. Intervino en numerosos conflictos bélicos desde finales del siglo XIX: en 1898 participó en la Guerra Hispano Americana a favor de España, luego viajó a África del Norte y Pakistán. En 1901 regresó a Venezuela, teniendo una discusión con el presidente Cipriano Castro al criticarle su manera de gobernar. Al estallar la Revolución Libertadora, en 1902, Castro lo mandó arrestar. De Nogales pudo fugarse y pasar a varios países de Centroamérica hasta llegar a Nicaragua. En Managua lo recibió el presidente Zelaya y le facilitó todo lo concerniente a una expedición militar para invadir a Venezuela, mientras el general Carlos Rangel Garbiras en una carta le dijo que la insurrección iba a producirse en La Guajira.
En la goleta "Libertad", De Nogales atacó Venezuela por Carazúa, aldea de la Guajira venezolana, combatió contra el general Antonio Dávila y fue derrotado. De Nogales se replegó hasta abordar la goleta en el mismo sitio, herido en una pierna y en un hombro, además de contraer malaria. Llegó a México, donde gozó de la protección del dictador Porfirio Díaz y se destacó persiguiendo el contrabando de armas con su fuerza policial.
Después pasó a China, donde trabajó como oficial de inteligencia para un tal míster Evans hasta que fue descubierto y tuvo que huir. Participó en la Guerra Ruso-Japonesa como espía doble, emborrachando marinos y mercantes rusos, a quienes sustrajo información, creando una red completa de espionaje y datos, mapas y cartas topográficas que podían influir en la derrota de los rusos y de los japoneses. 
En 1904 apareció en Alaska donde realizó trabajos de minero y cazador. En 1905 viajó a California y luego regresó a Alaska, donde con sus pocos ahorros compró un potro y un equipo de explorador dedicándose a la búsqueda de una mina.
Regresó a California con una cantidad de oro, pero en San Francisco se arruinó y partió a Nevada, donde se dedicó a la caza de osos. En California conoció a Ricardo Flores Magón, revolucionario mexicano que le sugirió enrolarse en sus filas. Al terminar dicha rebelión volvió a Venezuela, donde el general Juan Vicente Gómez había derrocado a Cipriano Castro en 1908. No aceptó un cargo que se le ofreció, por lo cual se convirtió automáticamente en enemigo del régimen. Se levantó en armas y fue gobernador de Apure por casi cuarenta y cinco días. Tras fracasar la sublevación se retiró de Venezuela y volvió a Europa para ofrecer sus servicios a los aliados que ya se encontraban en lucha contra Alemania en la Primera Guerra Mundial.

## Primera Guerra Mundial
En París intentó sin éxito alistarse en el ejército francés, donde le exigieron renunciar a su nacionalidad venezolana, que Nogales no aceptó. Luego de buscar durante un año, fue recibido por políticos importantes del Imperio Otomano, quienes lo pusieron en contacto con el agregado militar alemán en Constantinopla, donde llegó en 1915. El mariscal Liman Von Sanders, jefe de la misión alemana en Turquía, y el general Fritz Bronsart von Schellendorf, jefe del Estado Mayor otomano, le conceden un grado de oficial sin dejar su nacionalidad y lo envían al frente ruso en el Cáucaso para acabar con eslavos y armenios. La actuación de Nogales fue tal, que al poco tiempo alcanzó el grado de general en el ejército otomano con el apoyo del ejército alemán, llegando a obtener la Cruz de Hierro de Primera Clase de manos del káiser Guillermo II de Alemania así como el sable de Mejishovon y la estrella de Mechedieh, entre otras condecoraciones otomanas.
Nogales estuvo en el famoso y tristemente célebre sitio de Van, en el frente de Mesopotamia y en el frente de Kut-El-Amara  en 1916 y en el frente de Palestina y Gaza en 1917, donde su ejército derrotó a los ingleses. Fue gobernador militar del Sinaí en Egipto, pero no le fue fácil conseguirlo pues esta provincia estaba tomada por el ejército inglés y su misión era recuperarla para gobernarla, Así fue que luego de la victoria dinamitó los pozos de Bir-Birén y tomó la puerta egipcia, aunque posteriormente se le ordenó regresar a Constantinopla.
Tras la derrota del Imperio Otomano y la caída de Constantinopla, Nogales pidió a sus soldados que se fueran con sus familias, quedándose a esperar ser capturado, encerrado y asesinado; pero recibió todo lo contrario, ya que muchos oficiales británicos lo admiraban. El cuartel general británico le otorgó un pasaporte y un salvoconducto para salir de Constantinopla.

## Últimos años
Luego de la Primera Guerra Mundial, se dirigió a Centroamérica y llegó a Nicaragua en plena guerra de Augusto César Sandino contra el gobierno de Díaz Recino apoyado por los marines norteamericanos. 
De Nogales trató personalmente a Sandino y lo describió como hombre probo y buen luchador. En 1924 salió para Managua donde le afectó una fiebre. Al mejorar su salud viajó a Nueva York y luego a Europa. En Londres dictó conferencias sobre su vida militar y se dedicó a explotar su faceta como escritor.
En 1936, después de la muerte de Gómez, regresó a Venezuela, pero el país estaba lleno de gente con vocación de poder, Nogales no les inspiraba confianza, ya que sabía demasiados secretos. Luego lo nombraron comisionado en Panamá para estudiar el ejército de ese país, donde falleció el 10 de julio de 1937 de parálisis bulbar.
Escribió varios libros sobre sus experiencias: Cuatro años bajo la Media Luna (1924), sobre su experiencia como oficial del ejército otomano, El saqueo de Nicaragua (1928), y Memorias de un Soldado de Fortuna (1932). Sus comentarios acerca de las atrocidades cometidas contra los armenios por el Imperio otomano, contenidos en el libro Cuatro años bajo la Media Luna, constituyen uno de los testimonios occidentales acerca del genocidio armenio.